# جدجد شجري كاليفورني
جدجد شجري كاليفورني (الاسم العلمي: Oecanthus californicus) هو نوع من الحشرات يتبع جنس الجدجد الشجري من فصيلة الجداجد الحقيقية.